# Atelidae
Atélidés
Famille
Les Atélidés (Atelidae)  sont une famille qui regroupe des espèces de singes originaires d'Amérique latine. À cette famille appartiennent les plus grands singes du Nouveau Monde : des singes hurleurs, atèles, singes laineux et singes-araignées laineux. Tous ces singes disposent d'une queue parfaitement préhensile qui leur sert de cinquième main.

## Classification
Cinq genres vivants et au moins cinq genres fossiles constituent deux sous-familles. Les plus anciens fossiles datent d'au moins 5 Ma. Les classifications plus anciennes, qui sont toujours utilisées, considéraient ce groupe comme une sous-famille des Cébidés, avec entre autres les sakis, les titi roux, les capucins, les saïmiris et les Aotinae.
Des études morphologiques et génétiques ont toutefois montré que les singes capucins et les saïmiris sont plus étroitement apparentés aux Callitrichidés. Les autres singes du Nouveau Monde sont rangés soit dans une famille, les Atelidae, soit dans plusieurs familles distinctes : les Atélidés (Atelidae), avec les espèces ici traitées, et les sakis et leurs cousins (Aitheciidae), avec les autres espèces. On situe moins facilement les aotinés, mais il est possible que ce soient des proches parents des titis roux (callicebus), même si on les considère souvent comme une famille séparée.
- famille des Atelidae
  - sous-famille des Alouattinae
    - genre Alouatta
    - genre Protopithecus
    - genre Stirtonia (éteints)

  - sous-famille des Atelinae
    - genre Ateles
    - genre Brachyteles
    - genre Caipora (éteints)
    - genre Lagothrix
    - genre Oreonax

Selon MSW:
- famille des Atelidae
  - sous-famille des Alouattinae (placé sous Cebidae par ITIS)
    - Alouatta

  - sous-famille des Atelinae (placé sous Cebidae par ITIS)
    - Ateles
    - Brachyteles
    - Lagothrix
    - Oreonax (son unique espèce Oreonax flavicauda est nommée Lagothrix flavicauda par ITIS)

Selon ITIS:
- famille des Cebidae
  - sous-famille des Alouattinae Trouessart, 1897 (placé sous Atelidae par MSW)
    - genre Alouatta Lacépède, 1799

  - sous-famille des Aotinae Poche, 1908 (non reconnu par MSW)
    - genre Aotus Illiger, 1811 (placé directement sous Aotidae par MSW)

  - sous-famille des Atelinae Gray, 1825 (placé sous Atelidae par MSW)
    - genre Ateles É. Geoffroy Saint-Hilaire, 1806
    - genre Brachyteles Spix, 1823
    - genre Lagothrix É. Geoffroy Saint-Hilaire, 1812

  - sous-famille des Cebinae Bonaparte, 1831
    - genre Cebus Erxleben, 1777
    - genre Saïmiri Voigt, 1831 — singes-écureuils

## Distribution
Les Atélidés se rencontrent dans les forêts tropicales d'Amérique centrale et d'Amérique du Sud, depuis le Tamaulipas et le Nord-Est du Mexique jusqu'à la Bolivie centrale et au Nord de l'Argentine. Les Hurleurs ont l'aire de répartition la plus grande parmi les singes du Nouveau Monde ; l'aire des atèles est également très répandue. L'aire des singes laineux est limitée aux forêts tropicales humides d'Atlantique et celle des singes-araignées aux forêts de nuages de Bolivie.

## Description
Les atélidés adultes dépassent par la taille les autres singes du Nouveau Monde. Les mâles sont plus gros que les femelles. Leur queue est longue et couverte de poils, terminée par une extrémité sans poils et sensible ; elle peut supporter leur poids quand ils s'en servent pour se suspendre. Ils l'utilisent pour saisir les objets, pour s'accrocher aux branches et, par un mouvement de balancement, s'accrocher à d'autres branches. Ce sont des animaux diurnes, sociaux et arboricoles.

## Comportement
Exclusivement arboricoles, ils passent près de 70 % du temps à se reposer. Ils vivent dans des groupes dominés par un mâle reproducteur. Très peu de conflits territoriaux se produisent.